# Pálinkatörvény
Pálinkatörvénynek nevezik röviden a pálinkáról, a törkölypálinkáról és a Pálinka Nemzeti Tanácsról szóló 2008. évi LXXIII. törvényt, melyet a Magyar Köztársaság Országgyűlése ötpárti előterjesztéssel és támogatással 359 igen és 1 nem szavazat mellett, 2 tartózkodással fogadott el 2008 novemberében. 2004-ben az Európai Unió elfogadta, hogy a pálinka megnevezést csak Ausztria négy tartományának (Burgenland, Alsó-Ausztria, Stájerország és Bécs) kajszibarackpárlatai és Magyarország gyümölcspárlatai viselhetik. A pálinka azóta hivatalosan is hungarikum.

## A pálinka jellemzői
A törvény értelmében pálinkának illetve törkölypálinkának csak azon gyümölcs- illetve törkölypárlatok nevezhetők, amelyeket meghatározott eljárással Magyarországon állítottak elő, és amelyeknek az alapanyaga is Magyarországon termett, továbbá cefrézését, párlását, érlelését és palackozását is Magyarországon végezték. A törvény megalkotását négy országos szakmai szövetség (a Szeszipari Szövetség, a Pálinka Céh, a Pálinkafőzők Országos Érdekképviselete és a Magyar Pálinka Lovagrend Egyesülete) támogatta.
A Pálinkatörvény pontosan előírja és szabályozza a pálinka megnevezés használatát, rendelkezik továbbá a pálinka előállítása során alkalmazott különleges eljárásokról, a pálinka forgalomba hozataláról, valamint a Pálinka Nemzeti Tanácsról.

## A törvény előírásai
A pálinkatörvény szerint a valódi pálinkának hat feltételnek kell megfelelnie:
1. 100%-ban gyümölcsből készült párlat, semmilyen adalékanyagot nem tartalmazhat (pl. mézet sem);
2. kizárólag Magyarországon termett és termelt nemes és vadgyümölcs, illetve szőlőtörköly és aszú-szőlőtörköly lehet az alapanyaga (az importgyümölcs nem felel meg a kívánalmaknak);
3. a gyümölcsöt, illetve törkölyt Magyarországon cefrézték, párolták, érlelték és palackozták;
4. minimum 37,5% v/v alkoholfokos legyen (maximális kikötés 86% v/v alatti kell legyen, vagyis lehet 50% feletti is);
5. neve kizárólag pálinka alakban írható (palinca és egyéb névalakok nem felelnek meg az előírásnak);
6. a pálinka nevet kizárólag Magyarország használhatja (valamint négy osztrák tartomány jogosult a „barackpálinka” név használatára).

## Speciális pálinkák
A Pálinkatörvény arról is rendelkezik, hogy mi a kisüsti, az érlelt, az ágyas és az ópálinka. Eszerint:
- Kisüsti pálinka: az a gyümölcs- vagy törkölypálinka, amelyet legfeljebb 1000 liter űrtartalmú, rézfelületet is tartalmazó lepárló berendezésben, legalább kétszeri szakaszos lepárlással állítottak elő.
- Érlelt pálinka: az a gyümölcs- vagy törkölypálinka, amelyet legalább három hónapig érleltek 1000 liternél kisebb, vagy legalább hat hónapig érleltek 1000 literes vagy annál nagyobb térfogatú fahordóban.
- Ópálinka: az a gyümölcs- vagy törkölypálinka, amelyet legalább egy évig érleltek 1000 liternél kisebb, vagy legalább két évig érleltek 1000 literes vagy annál nagyobb térfogatú fahordóban.
- Gyümölcságyon érlelt pálinka vagy ágyas pálinka: az a gyümölcspálinka, amelyet gyümölccsel együtt érleltek legalább három hónapig. A gyümölcságy a pálinka fajtájával azonos, ha egy gyümölcs megnevezésével jelölik, illetve tartalmazhat többfajta gyümölcsöt, de ebben az esetben csak vegyes gyümölcságyas pálinkának nevezhető.

## Pálinkazárjegy
A pálinkatörvény rendelkezik arról is, hogy a pálinkára külön zárjegyet lehet felhelyezni, amit a Vám és Pénzügyőrség Országos Parancsnoksága vezetett be. A vörös-narancs színű pálinkazárjegy kizárólag a törvény szerinti pálinkára és törkölypálinkára helyezhető fel.

## Apálinkaelnevezés korábbi szabályozása
A „pálinka” elnevezést a pálinka eredetvédelme előtt is szabályozták, így tágabb értelemben hiába volt az égetett szesz szinonimája, csak gyümölcs- és törkölypárlatok, illetve gyümölcspárlat-utánzatok címkéjén lehetett feltüntetni. Az 1995. évi XC. törvény nyomán a Magyar Élelmiszerkönyv szerint háromféle ital minősült pálinkának, és mindhárom forgalmazható volt egyszerűen „pálinka” („barackpálinka”, stb.) néven is. 
- A „kommersz pálinka” víz, finomszesz és természetazonos vagy természetes aromakészítmények keveréke volt.
- A „különleges pálinka” olyan keverék volt, ami „kommersz pálinkát” és némi valódi gyümölcspárlatot (többnyire vegyes- vagy almapálinkát) tartalmazott, ami elfedte a finomszesz jellegzetes szárazságát és gyümölcsösebbé tette az ízt.
- A tiszta gyümölcspálinkát a „valódi”, „kisüsti” és „eredeti” jelzők különböztették meg a fenti kettőtől.[3]

A Magyar Élelmiszerkönyv 2002 januárjától hatályos változata már csak a Magyarországon készült tiszta gyümölcspárlatokon, illetve törkölypárlatokon engedélyezte a pálinka, illetve törkölypálinka szavak használatát, így megindulhatott a pálinka uniós eredetvédelmi eljárása, ami 2004-ben sikeresen lezárult.